# La Chute (rivière)
 (mai 2019).
Si vous disposez d'ouvrages ou d'articles de référence ou si vous connaissez des sites web de qualité traitant du thème abordé ici, merci de compléter l'article en donnant les références utiles à sa vérifiabilité et en les liant à la section « Notes et références ».
Pour les articles homonymes, voir Chute.
Ne doit pas être confondu avec Rivière de Chute.
La rivière La Chute, (en anglais : La Chute River), est un cours d'eau d'une longueur de 51 km qui coule dans l'État de New York aux États-Unis.
La rivière La Chute relie la pointe septentrionale du lac George et la pointe méridionale du lac Champlain près de la ville de Ticonderoga.
La rivière La Chute tient son appellation aux nombreuses chutes, rapides et cascades qu'elle franchit et qui la font descendre de 70 mètres d'altitude sur une longueur de six kilomètres seulement au milieu de son parcours. (Soit plus que les chutes du Niagara avec ses 52 mètres de dénivellation).
L'explorateur français Samuel de Champlain fut le premier à parcourir cette région de la Nouvelle-France. Au XVIIIe siècle, le fort Carillon fut construit à la confluence de la rivière La Chute et du lac Champlain.
La rivière La Chute s'écoule dans la vallée du lac Champlain qui alimente le bassin fluvial du fleuve Saint-Laurent en traversant le lac Champlain et la rivière Richelieu. La rivière recueille les eaux des monts Adirondacks et de son Parc Adirondack ainsi que celles des Montagnes Vertes recouvertes par la forêt nationale de Green Mountain dans le Vermont.